# 半微分可能性
数学の一分野である微分積分学における、半微分可能性（はんびぶんかのうせい、英: semi-differentiability）あるいは片側微分可能性（かたがわびぶんかのうせい、英: one-sided differentiability）とは、実数を変数とする実数値関数 f についての微分可能性よりも弱い概念である。

## 一次元の場合

### 定義
f を、実数空間内のある部分集合 I 上で定義される、ある実数値関数とする。
a ∈ I を I ∩ [a,∞) のある極限点としたとき、片側極限
{\displaystyle \partial _{+}f(a):=\lim _{\scriptstyle x\to a+ \atop \scriptstyle x\in I}{\frac {f(x)-f(a)}{x-a}}}
が実数として存在するなら、f は a において右微分可能（right differentiable）と呼ばれ、その極限 ∂+f(a) は f の a における右微分（right derivative）と呼ばれる。
a ∈ I が I ∩ (–∞,a] の極限点であり、片側極限
{\displaystyle \partial _{-}f(a):=\lim _{\scriptstyle x\to a- \atop \scriptstyle x\in I}{\frac {f(x)-f(a)}{x-a}}}
が実数として存在するなら、f は a において左微分可能（left differentiable）と呼ばれ、その極限 ∂–f(a) は f の a における左微分（left derivative）と呼ばれる。
a ∈ I が I ∩ [a,∞) および I ∩ (–∞,a] の極限点であり、f が a において左および右微分可能であるなら、f は a において半微分可能（はんびぶんかのう、英: semi-differentiable）と呼ばれる。

### 注意と例
- ある関数がその定義域のある内点 a において微分可能であるための必要十分条件は、それが a において半微分可能であるとともに左微分と右微分が一致することである。
- 半微分可能であるが微分可能でない関数の例として、絶対値関数が挙げられる（a = 0 において半微分可能であるが微分可能でない）。
- 点 a において半微分可能な関数は、a において連続である。
- 指示関数 1[0,∞) は、すべての実数 a において右微分可能であるが、ゼロにおいて不連続である（この指示関数はゼロにおいて左微分可能でないことに注意されたい）。

### 応用
実数直線内のある区間 I 上で定義される、微分可能な実数値関数 f の微分が至る所でゼロであるなら、平均値の定理を適用することにより、その関数は定数であることが示される。その f の微分可能性の仮定は、連続性と片側微分可能性の仮定へと弱めることが出来る。以下では、右微分可能関数の場合を示すが、左微分可能関数についても同様の議論が成立する。
定理： f を、実数直線内の任意の区間上で定義される、実数値連続関数とする。f が、その区間内の上限でないようなすべての点 a ∈ I において右微分可能であり、その右微分が常にゼロであるなら、f は定数関数である。
証明： 背理法を用いる。f(a) ≠ f(b) を満たすような a < b が区間 I 内に存在すると仮定する。すると、
{\displaystyle \varepsilon :={\frac {|f(b)-f(a)|}{2(b-a)}}>0}
が成立する。c を、f の差分商の絶対値が ε より大であるような、区間 (a,b] 内のすべての x の下限とする。すなわち、
{\displaystyle c=\inf\{\,x\in (a,b]\mid |f(x)-f(a)|>\varepsilon (x-a)\,\}}
とする。f の連続性より、c < b および |f(c) – f(a)| = ε(c – a) が成立する。c において、仮定より f の右微分はゼロである。したがって、区間 (c,b] の中には、(c,d] 内のすべての x に対して |f(x) – f(c)| ≤ ε(x – c) が成立するような、ある d が存在する。すると、三角不等式より、
{\displaystyle |f(x)-f(a)|\leq |f(x)-f(c)|+|f(c)-f(a)|\leq \varepsilon (x-a)}
が、[c,d] 内のすべての x に対して成立する。しかしこれは、c の定義に矛盾する。

## 高次元の場合
上述の定義は、Rn の部分集合上で定義される実数値関数 f に対して一般化される。a を、f の定義域のある内点とする。このとき、f が点 a において半微分可能であるとは、すべての方向 u ∈ Rn に対して、極限
{\displaystyle \partial _{u}f(a)=\lim _{h\to 0^{+}}{\frac {f(a+h\,u)-f(a)}{h}}}
が実数として存在することを言う。
したがって半微分可能性は、上の極限 h → 0 での h を正の数に限定している点において、ガトー微分可能性よりも弱い概念である。
（この一般化では、片側極限点がより強い内点の概念に置き換えられているため、n = 1 においては元の定義と同値ではないことに注意されたい）

## 性質
- Rn 内の凸開部分集合上の任意の凸関数は、半微分可能である。
- 一変数のすべての半微分可能関数は連続であるが、多変数の場合にはこのことは真ではない。

## 一般化
実数値関数の代わりに、Rn あるいはバナッハ空間に値を取る関数を考えることも出来る。